# 立山由香里
立山 由香里（たてやま ゆかり、1997年10月1日 - ）は、日本の女子ラグビーユニオン選手。

## プロフィール
- 神奈川県出身[1]。
- ポジションはスタンドオフ(SO)、センター(CTB)。
- 身長 167cm、体重 61kg
- ラグビーワールドカップセブンズ2018の7人制女子日本代表に選ばれた[2]。

## 略歴
小学1年生からタグラグビーを始めた。
2016年、横浜清陵総合高校卒業後、日本体育大学に入る。
2020年、日本体育大学卒業後、データバンクに入社。